# イシドロ・ガルシア
イシドロ・ガルシア（Isidro Garcia、1976年5月15日 - ）は、メキシコのプロボクサー。メヒコ州ヴィラー・ゲレーロ出身。元WBO世界フライ級王者。

## 来歴
1994年9月12日、プロデビューを果たし初回KO勝ちで白星でデビューを飾った。
1997年2月10日、カルロス・フランシス・エルナンデスと対戦し6回判定勝ち。
1997年12月1日、NABO北米フライ級王者サミー・スチュワートと対戦し8回2分9秒TKO負けを喫しプロ初黒星を喫し王座獲得に失敗した。
1998年5月16日、後の世界挑戦者でNABO北米フライ級王者エベラルド・モラレスと対戦し12回2-0(2者が115-113、114-114)の判定勝ちで王座獲得に成功した。
1998年10月5日、ヘスス・チョンと対戦し12回3-0の判定勝ちで初防衛に成功した。
1999年3月22日、アントニオ・ルイスと対戦し4回負傷引き分けに終わったが2度目の防衛に成功した。
1999年10月4日、アントニオ・ルイスと再戦し10回2分35秒TKO勝ちで3度目の防衛に成功した。
1999年12月18日、後のWBO世界スーパーフライ級王者ホセ・ロペスとホセ・アントニオ・ロペス・ブエノの返上で空位になったWBO世界フライ級王座決定戦を行い12回3-0(2者が116-112、115-113)の判定勝ちで王座獲得に成功した。
2000年8月19日、ホセ・ラファエル・ソーサと対戦し6回1分13秒TKO勝ちで初防衛に成功した。
2000年12月15日、フェルナンド・モンティエルと対戦し7回2分15秒TKO負けで2度目の防衛に失敗し王座から陥落した。
2003年6月28日、WBA世界フライ級王者エリック・モレルと対戦し12回0-3(110-116、2者が111-115)の判定負けでWBOに続く王座獲得に失敗した。
2007年4月17日、IBA世界フライ級王座決定戦をセザー・ロペスと対戦し12回3-0(115-113、116-112、119-109)の判定勝ちで王座獲得に成功した。
2007年9月17日、後の世界3階級制覇王者でNABO北米バンタム級王者アブネル・マレスと対戦し7回終了時棄権で王座獲得に失敗した。
2008年7月25日、IBA世界スーパーフライ級王者ラウル・マルチネスと対戦し12回0-3(109-119、2者が110-118)の判定負けで王座獲得に失敗した。
2008年11月1日、WBA世界スーパーフライ級暫定王者ホルヘ・アルセと対戦し4回48秒TKO負けで2階級制覇に失敗した。
2010年10月9日、ホルヘ・アルセの弟フランシスコ・アルセとNABF北米スーパーバンタム級王座決定戦を行い4回2分52秒KO負けで王座獲得に失敗したのを最後に現役を引退した。

## 獲得タイトル
- NABO北米フライ級王座
- WBO世界フライ級王座（防衛1）
- IBA世界フライ級王座